# William Keighley
William Jackson Keighley (Filadèlfia, Pennsilvània, 4 d'agost de 1889 - Nova York, 24 de juny de 1984) fou un actor de teatre i director de cinema estatunidenc.
Després de graduar-se de l'Escola d'Art Dramàtic de Ludlum, Keighley va començar a actuar a l'edat de 23 anys. En els anys 1910 i 1920, va actuar i dirigir a Broadway. Amb l'adveniment del cinema sonor, es va mudar a Hollywood. Finalment va signar amb Warner Bros, on van demostrar ser expert en la direcció en una àmplia varietat de gèneres. Va ser el primer director de Les aventures de Robin Hood, protagonitzada per Errol Flynn, però va ser substituït per Michael Curtiz. Durant la Segona Guerra Mundial, va supervisar la pel·lícula de l'exèrcit dels EUA. Es va retirar el 1953 i es va traslladar a París amb la seva dona, l'actriu Genevieve Tobin.

## Filmografia seleccionada
- The Match King (1932) (debut, co-director)
- Ladies They Talk About (1933) (co-director)
- G Men (1935)
- Special Agent (1935)
- Bullets or Ballots (1936)
- The Green Pastures (1936)
- The Prince and the Pauper (1937)
- Varsity Show (1937)
- Les aventures de Robin Hood (The Adventures of Robin Hood) (1938) (co-director)
- Brother Rat (1938)
- Each Dawn I Die (1939)
- Yes, My Darling Daughter (1939)
- The Fighting 69th (1940)
- Torrid Zone (1940)
- No Time for Comedy (1940)
- The Bride Came C.O.D. (1941)
- L'home que va venir a sopar (The Man Who Came to Dinner) (1942)
- George Washington Slept Here (1942)
- Target for Today (1944) (documental)
- Lluna de mel (Honeymoon) (1947)
- The Street with No Name (1948)
- Close to My Heart (1951)
- El senyor de Ballantrae (The Master of Ballantrae) (1953)